# Teodor z Pawii
Teodor z Pawii (wł. Teodoro di Pavia, zm. 769, 778 lub 785 przypuszczalnie w Pawii) – biskup Pawii, święty Kościoła katolickiego. Jego wspomnienie liturgiczne wypada 20 maja.

## Życiorys
Teodor od wczesnych lat był związany z duchowieństwem Pawii: najpierw archiprezbiter, potem jako archidiakon i od 740 (lub 743) roku biskup Pawii. Pierwsze lata jego posługi biskupiej przebiegały pod znakiem wojny między Frankami a Longobardami, której kulminacją było oblężenie Pawii w 754 roku. Kilkakrotnie był wypędzany z diecezji przez będących zwolennikami arianizmu królów longobardzkich. Po zwycięstwie Karola Wielkiego powrócił do swojej siedziby. Jego życie obrosło legendami; według jednej z nich miał bronić miasta przed atakiem Franków. Zmarł około 769, 778 lub 785 roku. Według legendy miał być konsekrowany przez papieża Leona III. Jego szczątki zostały złożone w kościele Sant’Agnese, na gruzach której w XII wieku wzniesiono kościół pod jego wezwaniem. Zarys jego życiorysu pojawił się w Compendium, wydanym w 1523 roku w Pawii, a także w Cronica brevis de Ss. Episcopis Ticinensibus.
Jego wspomnienie liturgiczne przypada 20 maja. Razem ze św. Syrusem z Pawii i św. Augustynem jest patronem miasta Pavia.